# Кропоткінська (станція метро)
55°44′42″ пн. ш. 37°36′05″ сх. д. / 55.74500° пн. ш. 37.60139° сх. д.
Кропо́ткінська (рос. Кропоткинская) — станція Сокольницької лінії Московського метрополітену, . Відкрита 15 травня 1935. Розташована між станціями «Бібліотека імені Леніна» і «Парк культури», на території району Хамовники Центрального адміністративного округу Москви.

## Історія і походження назви
Станція відкрита 15 травня 1935, у складі першої пускової черги Московського метрополітену — «Сокольники» — «Парк культури» з відгалуженням «Охотний ряд» — «Смоленська». Отримала назву за колишньої площі Кропоткінські Ворота і Кропоткінської вулиці (нині — площа Пречистенські ворота і Пречистенська вулиця), названих на честь Петра Олексійовича Кропоткіна — географа і мандрівника, теоретика анархізму, який народився в цьому районі.
До 8 жовтня 1957, мала назву «Палац Рад». Поруч зі станцією на місці знесеного у 1931, Храму Христа Спасителя планували спорудити грандіозний Палац Рад. Станційний зал метро був задуманий як підземний вестибюль Палацу. Будівництво Палацу почалося в 1939, але перед війною було перервано, а під час війни металевий каркас вже побудованих семи поверхів будівлі пустили на виготовлення протитанкових їжаків. Цей проєкт так і не було реалізовано. Пізніше кинутий котлован, виритий для Палацу, було використано під плавальний басейн «Москва», відкритий в 1960. В 1994 було прийнято рішення про відтворення храму (відновлений і освячений до початку 2000), басейн закрито. Проєктна назва станції — «Кропоткінські ворота».
Проєкт станції удостоєний Гран-прі на міжнародних виставках у Парижі (1937) і Брюсселі (1935), Сталінської премії за архітектуру і будівництво (1941).
В 2005, Центральний Банк РФ накладом 10 000 штук випустив срібну пам'ятну монету «Станція метро „Кропоткінська“» номіналом 3 рублі.

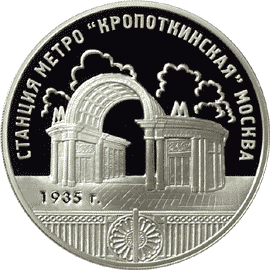
Реверс памʼятної монети «Станція метро „Кропоткінська“,  Москва» номіналом 3 рубля.

## Вестибюлі і пересадки
Станція має наземний вестибюль напівциркулярної форми у вигляді арки, споруджений за проєктом архітектора С. М. Кравця і розташованої на початку Гоголівського бульвару. Через нього здійснюється вихід до Гоголівського бульвару, площі Пречистенські ворота і Гагарінського провулку. У 1997, разом з Храмом був відкритий північний вихід, прямуючий в підземні переходи (архітектор А К Рижков) — на вулицю Волхонка, Всехсвятський провулок, і до самого Храму Христа Спасителя

### Пересадки
- Автобуси: м5, м6, с755

## Технічна характеристика
Конструкція станції — колонна трипрогінна мілкого закладення (глибина закладення — 13 м). Побудована за спеціальним проєктом з монолітного бетону. Станція розрахована на великий пасажиропотік, але в даний час її величезний зал завантажений слабо.

## Колійний розвиток
Станція без колійного розвитку.

## Оздоблення
Десятигранні колони станції та колійні стіни оброблені сірувато-білим уральським мармуром «коєлга» (до кінця 1950-х років колійні стіни були оздоблені фаянсовою плиткою). Підлога викладено рожевим і сірим гранітом у шаховому порядку (спочатку покриття було асфальтовим). Світильники вмонтовані у капітелі й верхніх частинах колон. Стіни касового залу оздоблені марблітом.